# Лејк Ројал (Северна Каролина)
Лејк Ројал (енгл. Lake Royale) насељено је место без административног статуса у америчкој савезној држави Северна Каролина.

## Демографија
По попису из 2010. године број становника је 2.506.
| Група             | 2000.    | 2010.         |
| Белци             | 0 (0,0%) | 2.022 (80,7%) |
| Афроамериканци    | 0 (0,0%) | 363 (14,5%)   |
| Азијати           | 0 (0,0%) | 12 (0,5%)     |
| Хиспаноамериканци | 0 (0,0%) | 57 (2,3%)     |
| Укупно            | 0        | 2.506         |